# Collège Eugène Fromentin
Le collège Eugène-Fromentin est une institution d'enseignement secondaire situé au 2 Rue Jaillot, à La Rochelle (France). Ouvert au XVIe siècle comme collège municipal, il devient collège jésuite (1629) puis royal (1763), puis lycée impérial (1803) et actuellement collège Eugène Fromentin. Construit entre le XVIe siècle et XIXe siècle son bâtiment principal fut inscrit au titre des monuments historiques en 1969.

## Historique
En 1504, deux maisons contigües occupant une partie de l'emplacement de l'hôtel d'Huré, propriété de la famille de l'ancien maire Jehan Mérichon, sont acquises par le corps de ville pour y fonder les Grandes-Écoles. 

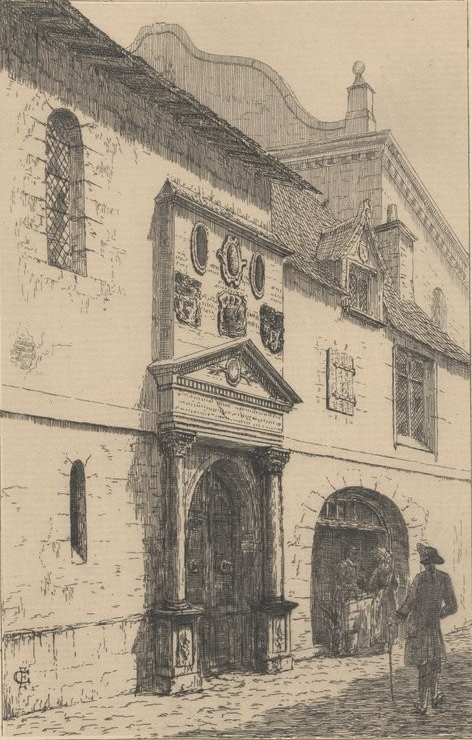
Portail du collège (porte Jeanne d'Albret), rue du Collège, selon Émile Couneau dans La Rochelle disparue.

Les locaux devenant insuffisants, le collège s'installe dans le couvent des Cordeliers en 1565. L'année suivante, une porte Renaissance est construite. C'est la 'Porte Jeanne d'Albret'. Jeanne d'Albret et son fils Henri de Navarre ont la volonté de concurrencer directement le collège royal de Paris. D'éminents professeurs y occupent des chaires de grec, de latin ou d'hébreu, contribuant à la renommée de la ville en Europe.
Après le siège de la ville, le collège est confié aux jésuites (1629) qui acquièrent auprès du futur duc de Saint-Simon une partie de l'actuel Jardin des plantes de La Rochelle qu'ils relient au collège par un passage souterrain voûté. La chapelle du collège, construite sous la direction du Frère Louis Mercier, est consacrée le 8 août 1638.
À la suite du bannissement des jésuites (1763), le collège est alors confié au clergé séculier jusqu'à sa fermeture en 1792.
Rouvert en 1803, les bâtiments sont reconstruits en 1838, sur des plans d'Antoine Brossard. D'abord royal, le collège devient successivement national, départemental puis lycée impérial.
La 'porte Jeanne d'Albret' sur la rue du collège est remplacée en 1869, cette porte Renaissance étant alors réédifiée dans le jardin de la bibliothèque municipale.
En 1974, le lycée redevient collège. Il porte le nom du peintre Eugène Fromentin, originaire de La Rochelle.
Le bâtiment historiquement principal est inscrit au titre des monuments historiques par arrêté du 21 novembre 1969.

## Architecture
La chapelle, édifiée selon un plan en croix latine, se distingue par sa voûte en plein cintre ornée de caissons couvrant le chœur et le transept. La nef, quant à elle, est surmontée d'une fausse voûte adoptant la même configuration. Les bâtiments du collège, d'une conception régulière, s'élèvent sur deux étages carrés et présentent une façade soigneusement ordonnancée, rythmée par des travées.

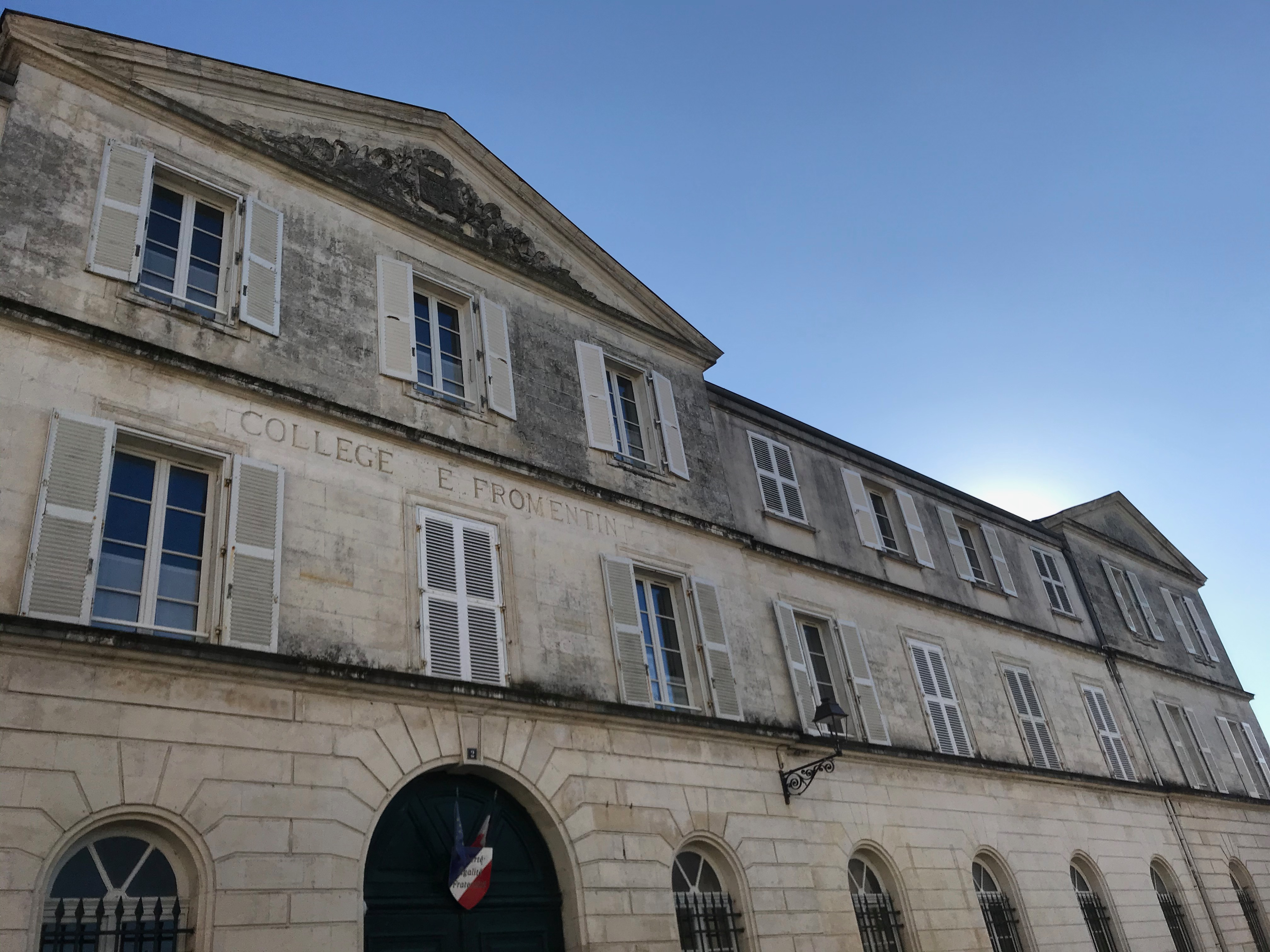
Façade principale.
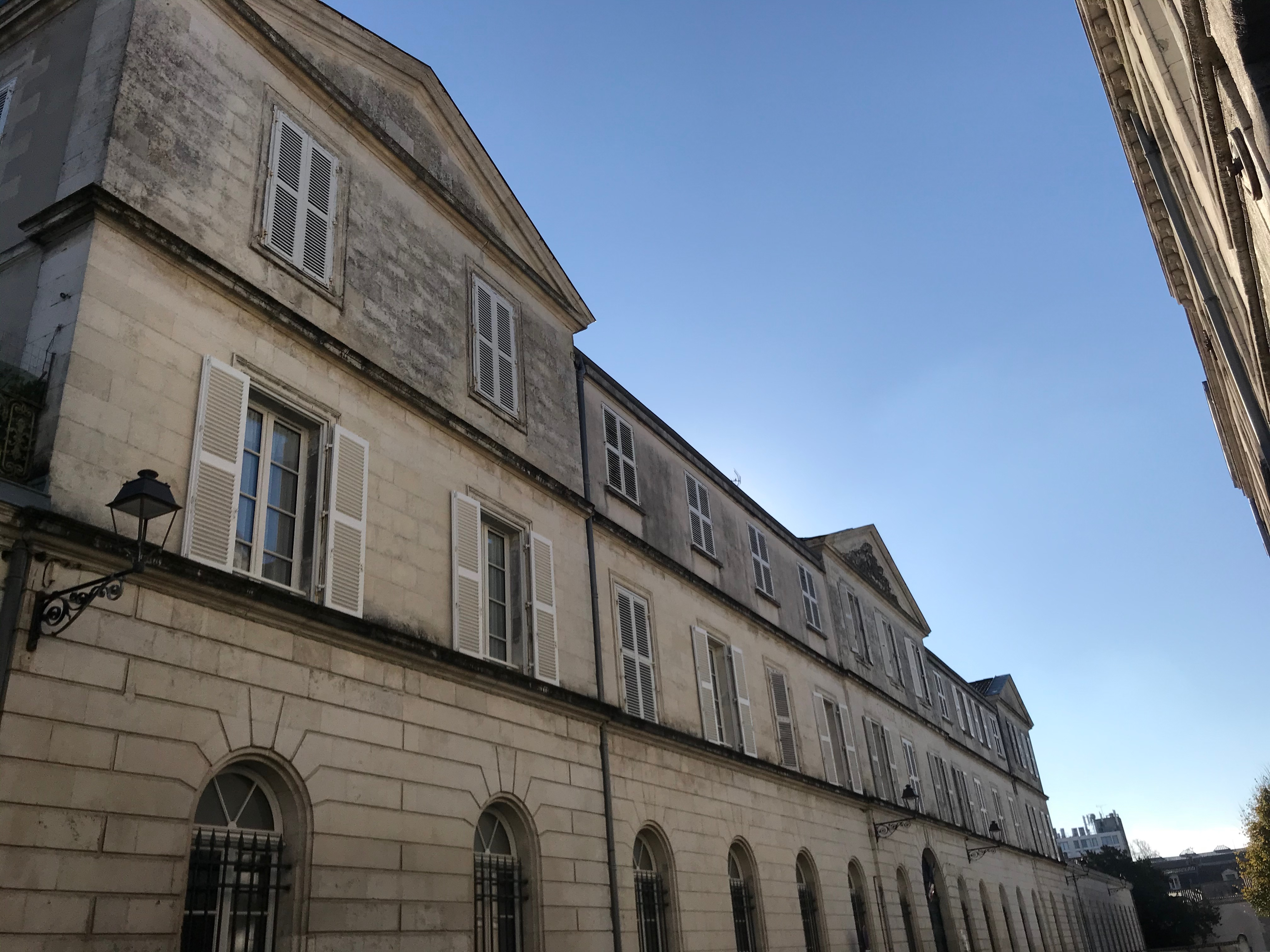
Façade principale.

## Personnalités liées

### Professeurs
- Jean-Baptiste Chardon
- Bonaventure Giraudeau
- Claude Chauchetière
- Armand de La Richardie
- Marcel Treich-Laplène
- René Château
- André-Marie Gossart
- Henri Gayot
- Jean Lefranc
- Alphonse Ducatel

### Élèves
- Nicolas Venette
- Auguste Benoist de La Grandière
- Émile Delmas
- Auguste Couat
- Ernest Mercier
- Alcide Charles Jean d'Orbigny
- Émile-Arthur Thouar
- Serge Groussard
- Allain Bougrain-Dubourg
- Pierre Lartigue
- Josy Moinet
- Alfred Joubaire

- Jean Paul Sartre